# Pfarrkirche Wenns
Koordinaten: 47° 10′ 15,3″ N, 10° 43′ 58,7″ O
Die römisch-katholische Pfarrkirche Wenns steht am unteren Dorfrand in der österreichischen Gemeinde Wenns im äußeren Pitztal in Tirol. Die unter dem Patrozinium des Heiligen Johannes Evangelist unterstellte Kirche gehört zum Dekanat Imst in der Diözese Innsbruck. Das Kirchengebäude und der umgebende Friedhof stehen unter Denkmalschutz.

## Geschichte
Urkundlich wurde 1233 eine Pfarre genannt. 1564 war ein Kirchenbrand. Von 1612 bis 1613 wurde die Kirche wieder aufgebaut. Das Kircheninnere wurde um 1790 erneuert. 1929 war eine Renovierung.

## Architektur
Die nach Norden ausgerichtete, im Kern gotische Kirche hat ein dreischiffiges Langhaus mit einem eingezogenen polygonal abschließenden Chor und einem bergseitigen Turm. Die schlichte Fassade mit abgeschrägtem Sockel, Kaffgesims und Dreiecklisenen mit Giebelchen hat Rundbogenfenster. Beim Chor haben die Fenster eine spätgotische Gliederung aus dem Ende des 15. Jahrhunderts. Der Turm wurde mit 1613 bezeichnet und hat spitzbogige Schallfenster und einen Spitzgiebelhelm.
Das Kircheninnere ist von der Erneuerung um 1790 geprägt. Das ursprünglich einschiffige vierjochige Langhaus mit einem gotischen Kreuzgewölbe ist noch im Mauerwerk erhalten. Im 17. oder 18. Jahrhundert wurden die drei südlichen Joche mit kreuzgratgewölbten Seitenschiffen zur Hallenkirche auf Rundbogenarkaden erweitert und dabei um ein weiteres südlichen Emporenjoch erweitert. Die Langhauspfeiler und die Seitenschiffwände zeigen kannelierte Pilaster mit ionischen Kapitellen und Kämpfergesimse. Der Triumphbogen ist rundbogig. Der Chor mit einem quadratischen Joch hat einen 3/8-Schluss mit einem Sterngewölbe und Wandvorlagen wie im Langhaus. Die Fenster zeigen figurale Glasgemälde um 1930. Die Gewölbemalereien zeigen im Chor die Verehrung der Eucharistie vom Maler Toni Kirchmayr (1929) und im Langhaus das Bild Rosenkranzspende, Hl. Dreifaltigkeit mit den beiden Johannes in einem Deckenspiegel über drei Joche, hl. Wendelin, und in den Seitenschiffen Szenen aus dem Alten und Neuen Testament vom Maler Franz Altmutter (1792).
Das ehemalige Widum wurde 1977 abgetragen. Dabei wurde das gotische Kellergeschoß erhalten und zur Totenhalle umgebaut.

## Ausstattung
Den Hochaltar als Flügelaltar im Stil der Neorenaissance schuf Josef Bachlechner der Ältere (1907). Der Altar zeigt am Schreinrelief Johannes von Patmos und mit den Flügelreliefs Wendelin und Johannes der Täufer. Die Außenflügel zeigen im Bild Verkündigung und tragen seitlich die Figuren Isidor und Notburga. Die Seitenaltäre stammen aus der Mitte des 19. Jahrhunderts. Der linke Seitenaltar zeigt am Altarblatt Johannes Nepomuk vom Maler Johann Georg Witwer aus dem späten 18. Jahrhundert. Der rechte Seitenaltar zeigt am Altarblatt Antonius vor Maria aus dem 17. Jahrhundert und auf der Mensa das Bild Herz Jesu aus dem Ende des 18. Jahrhunderts.
Die barocke Kanzel aus dem dritten Viertel des 18. Jahrhunderts zeigt die Symbole der vier Evangelisten und der vier Kirchenväter. Es gibt zwei Figurenschreine aus dem Ende des 18. Jahrhunderts. Das Vortragekreuz ist aus der ersten Hälfte des 18. Jahrhunderts. Das Pestkreuz ist aus dem Anfang des 18. Jahrhunderts. Das Chorgestühl wurde mit 1727 bezeichnet. Die Stationsbilder sind aus dem 18. Jahrhundert.
Die Orgelbaufirma Reinisch-Pirchner baute 1965 eine neue Orgel und verwendet dabei Teile der Orgel von Franz Weber aus 1850. Eine Glocke goss 1700 Bartlme Graßmayr.